# Liste der Kulturdenkmale in Warder (Kreis Rendsburg-Eckernförde)
In der Liste der Kulturdenkmale in Warder sind alle Kulturdenkmale der schleswig-holsteinischen Gemeinde Warder (Kreis Rendsburg-Eckernförde) und ihrer Ortsteile aufgelistet (Stand: 14. April 2025).
Die Bodendenkmale sind in der Liste der Bodendenkmale in Warder (Kreis Rendsburg-Eckernförde) aufgeführt.

## Legende
In den Spalten befinden sich folgende Informationen:
- Objekt-ID: die Nummer des Kulturdenkmales
- Lage: die Adresse des Kulturdenkmales und die geographischen Koordinaten. Kartenansicht, um Koordinaten zu setzen. In der Kartenansicht sind Kulturdenkmale ohne Koordinaten mit einem roten Marker dargestellt und können in der Karte gesetzt werden. Kulturdenkmale ohne Bild sind mit einem blauen Marker gekennzeichnet, Kulturdenkmale mit Bild mit einem grünen Marker.
- Offizielle Bezeichnung: Bezeichnung des Kulturdenkmales
- Beschreibung: die Beschreibung des Kulturdenkmales
- Bild: ein Bild des Kulturdenkmales

## Bauliche Anlagen
| Objekt-ID      | Lage                                        | Offizielle Bezeichnung               | Beschreibung | Bild            |
| -------------- | ------------------------------------------- | ------------------------------------ | --- | --------------- |
| 7930 Wikidata  | Hauptstraße 1 (54° 12′ 46″ N, 9° 51′ 34″ O) | Wassermühle                          | In der heute gut erhaltenen Mühle von 1860 wurde schon während des klassischen Mühlenbetriebes 1913 erstmals elektrische Energie aus Wasserkraft erzeugt. Alteintragung (Aktualisierung vorgesehen) - Begründung: Alteintragung (Aktualisierung vorgesehen) - Schutzumfang: Alteintragung (Aktualisierung vorgesehen) - Denkmaltyp: Bauliche Anlage | Fotos hochladen |
| 22798 Wikidata | Hauptstraße (54° 12′ 45″ N, 9° 51′ 38″ O)   | Stauteich mit Granitquadereinfassung | Alteintragung (Aktualisierung vorgesehen) - Begründung: Alteintragung (Aktualisierung vorgesehen) - Schutzumfang: Alteintragung (Aktualisierung vorgesehen) - Denkmaltyp: Bauliche Anlage | BW              |
| 22799 Wikidata | Hauptstraße (54° 12′ 47″ N, 9° 51′ 33″ O)   | Ablauf mit Granitquadereinfassung    | Alteintragung (Aktualisierung vorgesehen) - Begründung: Alteintragung (Aktualisierung vorgesehen) - Schutzumfang: Alteintragung (Aktualisierung vorgesehen) - Denkmaltyp: Bauliche Anlage | BW              |
| 5865 Wikidata  | Hauptstraße 1 (54° 12′ 45″ N, 9° 51′ 29″ O) | Wohnhaus (ehem. Gasthof)             | Alteintragung (Aktualisierung vorgesehen) - Begründung: Alteintragung (Aktualisierung vorgesehen) - Schutzumfang: Alteintragung (Aktualisierung vorgesehen) - Denkmaltyp: Bauliche Anlage | Fotos hochladen |

## Quelle
- Liste der Kulturdenkmale in Schleswig-Holstein – Kreis Rendsburg-Eckernförde

- Karte mit allen Koordinaten:
- OSM |
- WikiMap